# Pallavicini-kastély (Ópusztaszer)
A Pallavicini-kastély a mai Ópusztaszeren (6767 Ópusztaszer, Tóhajlat 133.) helyezkedik el, a korábbi Sövényházán, Csongrád-Csanád vármegyében.
A Pallavicini család nem központi kastélyként használta, hanem inkább vadászlakként, ünnepélyek, fogadások színhelyéül szolgált. A Pallavici család vásárlással jutott a birtokhoz 1803-ban. A kastélyt az 1879-es nagy árvíz idején elpusztult kastély helyett, az 1800-as évek végén  építették a munkálatokat 1910-ben fejezték be.
Az épület egy alagsori, pince részből, egy földszinti és egy emeleti részből áll. Az akkoriban szokásos hintófeljáró is része a kastélynak, de ez ma nem látható, mivel a korábbi rendszerben a közút nem a kastély előtt, hanem az mögött húzódik, így ez a rejtett érték sokak számára rejtett is marad. A kastélyhoz az 1980-as években a modern 4 szintes épületet is csatoltak, amelynek bejárata már a közút irányába mutat, így sem stílusban, sem elhelyezkedésben nincs semmi közös a két épületben.
A második világháborút követően teljesen kifosztották. Az 1960-as évektől kezdve a kastély pszichiátriai otthonként funkciónál napjainkban is. A néhány éve elhunyt Pallavicini Károly őrgróf tudomásul vette, hogy nem kaphatja vissza az államtól.
Az épülethez tartozó kertben még találhatóak korabeli fák az uradalmi időkből, amely leginkább láthatóak a kívülállók számára, és védettséget is élveznek.